# Comte de Lonsdale

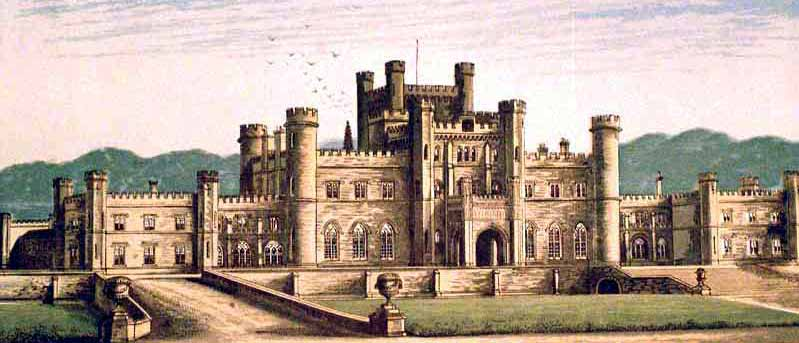

Le titre de comte de Lonsdale a été créé à deux reprises dans l'histoire britannique, une première fois dans la pairie de Grande-Bretagne en 1784, puis dans la pairie du Royaume-Uni en 1807.

## La Lonsdale belt et la marque Lonsdale
Hugh Lowther, cinquième comte organise en 1891, le premier match de boxe où sont portés des gants.
En 1909, il crée un trophée, la Lonsdale belt (littéralement la ceinture de Lonsdale), remise au champion britannique de chaque catégorie de poids. Le trophée était initialement en porcelaine et or 24 carats, orné de rouge, de blanc, et de bleu.
Le septième comte, James Lowther, autorise l'ancien boxeur Bernard Hart à utiliser le nom Lonsdale comme marque d'équipement de boxe.